# Camí de les Puntes
El Camí de les Puntes és un camí del terme de Reus (Baix Camp) que encamina cap a Les Puntes, una partida de terra molt gran, ja en terme de Constantí, continuació cap a l'est de la reusenca Partida de la Grassa.
Surt del camí de Valls i travessa el barranc del Cementiri i més enllà el camí Vell de Constantí, vora el Mas se la Serrallera, al Burgaret, després travessa la riera de la Quadra i la C-14, i entra a la partida de la Grassa, entre el Mas de la Condesa i el Mas de Llobet. Dona accés a diversos masos, entre ells al mas del Nomdedéu. Vora el mas de Vallverdú, ja en terme de Constantí, enllaça amb el camí dels Pobres. Travessa el barranc del Mas del Sol i arriba a Les Puntes, just a tocar del polígon industrial de Constantí. Entre el camí de Valls i la bassa de l'Oliver s'ha convertit en carretera.